# AIA Group
 (mai 2014).
Si vous disposez d'ouvrages ou d'articles de référence ou si vous connaissez des sites web de qualité traitant du thème abordé ici, merci de compléter l'article en donnant les références utiles à sa vérifiabilité et en les liant à la section « Notes et références ».
Pour les articles homonymes, voir AIA.
AIA Group est une compagnie d'assurance basée à Hong Kong. AIA est présente uniquement en Asie et en Océanie avec des bureaux à Taïwan, en Chine, en Australie, en Nouvelle-Zélande, au Sri Lanka, en Inde, en Malaisie, à Macao, en Corée du Sud, en Thaïlande, en Indonésie, aux Philippines, à Singapour, au Brunei et au Vietnam. AIA est ainsi le principal assureur à Hong Kong.

## Historique
AIA était initialement une filiale du groupe American International Group (AIG) et s'appelait American International Assurance (en mandarin: 美國友邦保險). Elle est devenue indépendante en 2009, à la suite des difficultés financières du groupe AIG dues à la crise financière de 2008.
Depuis avril 2010, AIA est coté à la bourse de Hong Kong, mais à l'issue du rejet de l'offre de 35,5 milliard de dollars de l'assureur Prudential, AIA a effectué en octobre 2010, une introduction en bourse de 20,51 milliards de dollars, soit l'une des plus grandes introductions en bourse de l'histoire.
Fin 2012, AIG vend sa participation de 13,69 % dans AIA pour 6,45 milliards de dollars.
En septembre 2017, Commonwealth Bank annonce la vente de ses activités d'assurances vie à AIA Group pour 3,05 milliards de dollars.

## Communication
AIA est également sponsor maillot du club anglais de football Tottenham Hotspur.